# آذرخش (رمان)
آذرخش (انگلیسی: Lightning) نام یک رمان علمی-تخیلی اثر دین کونتز و منتشر شده در سال ۱۹۸۸ است.